# 云南隙蛛
云南隙蛛（学名：Coelotes yunnanensis）为暗蛛科隙蛛属的动物。在中国大陆，分布于云南等地，主要栖息于洞穴和石下。该物种的模式产地在云南。其种加词 yunnanensis 意为“云南的”。